# Список вулиць Донецька (З)
| Назва          | тип   | Колишні назви | Район(и)       | Місцевість | Джерела |
| -------------- | ----- | ------------- | -------------- | ---------- | ------- |
| Забайкальний   | пров. |               | Куйбишевський  | Азотний    |         |
| Зайцева        | вул.  |               | Ворошиловський | Центр      |         |
| Звязгільського | вул.  | Іоніна        | Київський      | Гладківка  |         |
| Злітна         | вул.  |               | Київський      | Аеропорт   |         |